# Gare de Stange
La gare de Stange est une gare ferroviaire norvégienne de la ligne de Dovre. Elle est située au centre-ville de la kommune de Stange, dans le comté de Hedmark en région Østlandet.

## Situation ferroviaire
Située au (PK) 114.42, la gare de Stange est à une altitude de 222,4 m. Elle est située entre les haltes ferroviaires de Vevlingstad et de Rønehagen,.

## Histoire
La gare, mise en service en même temps que la ligne de Dovre, le 8 novembre 1880. En 2010, des travaux ont lieu afin d'améliorer la sécurité des passagers et rendre  les quais accessibles pour les personnes à mobilité réduite.

## Service des voyageurs

### Accueil
La gare possède un parking de 137 places, dont 2 réservées aux personnes à mobilité réduite, ainsi qu'un parking à vélo couvert. La gare dispose d'une salle d'attente ouverte tous les jours de 4 h 30 à 20 h 30. Elle est équipée d'aubettes sur les quais.

### Desserte
La gare est desservie par une seule ligne qui est une ligne moyenne distance.
- R10 : Drammen-Oslo-Lillehammer.

### Intermodalité
Elle dispose d'un arrêt de bus et d'une station de taxi.